# Erbamt Grimma
Das Erbamt Grimma war eine im Leipziger Kreis gelegene territoriale Verwaltungseinheit des Kurfürstentums Sachsen. Bis zum Ende der sächsischen Ämterverfassung im Jahr 1856 bildete es den räumlichen Bezugspunkt für die Einforderung landesherrlicher Abgaben und Frondienste, für Polizei, Rechtsprechung und Heeresfolge.

## Geographische Lage
Das Amt Grimma mit dem Amt Naunhof lagen östlich und südöstlich der Stadt Leipzig. Während das Amt Naunhof westlich der Mulde lag, befand sich das Amt Grimma bis auf die Stadt Grimma und ihr Vorwerk Rappendorf östlich der Mulde. Das Amt wurde im Westen von der Parthe durchflossen.
Eine kleine Exklave lag nordöstlich des Amts im Amt Wurzen südlich der Stadt Wurzen, eine weitere Exklave mit drei Orten lag im Süden am Eulabach zwischen den Ämtern Borna und Colditz. Die Ämter Mutzschen und Oschatz trennten im Osten zwei Exklaven mit einem bzw. elfeinhalb Orten vom Amtsgebiet.

## Angrenzende Verwaltungseinheiten
Die Angabe angrenzender Verwaltungseinheiten erfolgt unter Vernachlässigung der Exklaven der Ämter. Das im Jahr 1487 mit dem Amt Grimma vereinigte Amt Naunhof wird als Bestandteil des Amts Grimma nicht gesondert erwähnt.
| Kreisamt Leipzig | Stiftsamt Wurzen (Amt Wurzen)               |                                                           |
| Kreisamt Leipzig | Kompassrose, die auf Nachbargemeinden zeigt | Amt Mutzschen Stiftsamt Wurzen (Ämter Mügeln und Sornzig) |
| Amt Borna        | Schulamt Grimma und Amt Colditz             | Amt Colditz                                               |

## Geschichte
Das „Amt Grimma“ war seit dem 13. Jahrhundert im Besitz des Markgrafen von Meißen und war kirchlich wie die im Westen angrenzenden Ämter Naunhof und Leipzig vom Hochstift Merseburg abhängig.  Nach der Leipziger Teilung 1485 gehörte das Amt zur ernestinischen Linie der Wettiner.
Im Jahr 1487 wurde das Amt Naunhof mit dem Erbamt Grimma vereinigt. Seit der Niederlage der Ernestiner im Schmalkaldischen Krieg im Jahr 1547 war das Amt Grimma mit Naunhof in Besitz der Albertiner.
Nach der Säkularisation des Klosters Nimbschen wurde das Amt Grimma in zwei selbstständige Verwaltungsgebiete geteilt: in das „Erbamt Grimma“ und das „Schulamt Grimma“. Letzteres wurde für die wirtschaftliche Unterhaltung der neu errichteten Fürstenschule Grimma eingerichtet, wofür es acht Dörfer aus dem Besitz des ehemaligen Klosters Nimbschen erhielt.
Ab 1829 war das Erbrentamt Grimma auch für die Finanzangelegenheiten des Schulamts verantwortlich. 1835 wurden das Justiz- und Schuljustizamt Grimma miteinander verbunden. Nach 1835 erfolgte die Umgliederung der Orte Kleinbardau, Großbuch und Bernbruch vom Amt Colditz an das Erbamt Grimma.
1856 erfolgte die Auflösung des gemeinsamen Justizamts und die Übernahme der Aufgaben durch das Gerichtsamt Grimma.

### Das Amt Naunhof
Das „Amt Naunhof“ war seit dem 13. Jahrhundert im Besitz des Markgrafen von Meißen und kirchlich vom Hochstift Merseburg abhängig. Nach der Leipziger Teilung 1485 gehörte das Amt zur ernestinischen Linie der Wettiner. Im Jahr 1487 wurde das Amt Naunhof mit dem Erbamt Grimma vereinigt. Seit der Niederlage der Ernestiner im Schmalkaldischen Krieg im Jahr 1547 war das Amt Grimma mit Naunhof in Besitz der Albertiner. Ein Teil des Amts Naunhof gehörte seit 1550 zum Kreisamt Leipzig.

## Bestandteile
1827 lebten im Erbamt Grimma 18.400 Einwohner in fünf Städten und 93 Dörfern.
Städte
- Grimma
- Naunhof
- Brandis
- Nerchau
- Trebsen/Mulde

Dörfer
u. a.
| - Belgershain - Beucha (bei Brandis) - Böhlen bei Trebsen - Cämmerei mit Waldsteinberg - Döben - Dorna - Golzern - Grechwitz - Grubnitz - Kleinsteinberg | - Leulitz - Machern - Naundorf - Neichen - Neunitz - Oelschütz - Otterwisch - Polenz - Posthausen - Prösitz | - Seelingstädt - Zaschwitz - Zeunitz |

Dörfer des Erbamts Grimma, die vor 1487 zum Amt Naunhof gehörten
- Seifertshain
- Stockheim

Dörfer (Exklaven)
| - Dehnitz (südlich von Wurzen) - Beucha (bei Lausick) (am Eulabach, bis 1816) - Flößberg (am Eulabach, bis 1816) - Trebishain (am Eulabach; anteilig bis 1816) - Jesewitz (südlich von Mutzschen) - Glossen (östlich von Mutzschen, anteilig) | - Gröppendorf (östlich von Mutzschen) - Klein-Querbitzsch (östlich von Mutzschen) - Liptitz (östlich von Mutzschen) - Mannewitz (östlich von Mutzschen) - Nieder-Grauschwitz (östlich von Mutzschen) - Pommlitz (östlich von Mutzschen) | - Poppitz (östlich von Mutzschen) - Reckwitz (östlich von Mutzschen) - Remsa (östlich von Mutzschen) - Wiederoda (östlich von Mutzschen) |

Rittergüter und Vorwerke
- Posthausen (Einzelgut)
- Vorwerk Rappendorf

Wüstungen
- Lindhardt (bis 1606)